# ولسلی
ولسلی (به ترکی آذربایجانی: Vələsli) یک منطقه مسکونی در جمهوری آذربایجان است که در شهرستان شابران واقع شده‌است. ولسلی ۳۲۹ نفر جمعیت دارد. دهیاری ولسلی شامل روستاهای ولسلی و درویشلی است.

## دین
در این روستا یک هیئت مذهبی وجود دارد.